# شهرداری رغایه
شهرداری رغایه (به عربی: بلدية الرغاية) یک شهرداری در الجزایر است که در Rouïba District واقع شده‌است. شهرداری رغایه ۲۶٫۳ کیلومتر مربع مساحت و ۶۶٬۲۱۵ نفر جمعیت دارد و ۲۰ متر بالاتر از سطح دریا واقع شده‌است.